# Pipistrellus adamsi
Pipistrellus adamsi (Kitchener, Caputi, & Jones, 1986) è un pipistrello della famiglia dei Vespertilionidi endemico dell'Australia.

## Descrizione

### Dimensioni
Pipistrello di piccole dimensioni, con la lunghezza della testa e del corpo tra 35 e 44 mm, la lunghezza dell'avambraccio tra 30 e 32,5 mm, la lunghezza della coda tra 28 e 35 mm, la lunghezza delle orecchie tra 8,5 e 11,5 mm e un peso fino a 5 g.

### Aspetto
Le parti dorsali sono bruno-grigiastre, mentre le parti ventrali sono più chiare. La base dei peli è ovunque nerastra. Il muso è largo, con due nasse ghiandolari sui lati. Gli occhi sono piccoli. Le orecchie sono larghe, arrotondate e ben separate tra loro. Il trago è lungo circa la metà del padiglione auricolare, curvato in avanti, con la punta arrotondata e un lobo triangolare alla base posteriore. L'antitrago è moderatamente elevato, semi-circolare e sottile. Le membrane alari sono nerastre e attaccate posteriormente alla base del quinto dito del piede. La coda è lunga ed inclusa completamente nell'ampio uropatagio, il quale è leggermente ricoperto di peli. Il calcar è lungo e provvisto di un lobo terminale semi-circolare.

## Biologia

### Comportamento
Si rifugia nelle cavità degli alberi.

### Alimentazione
Si nutre di insetti.

### Riproduzione
Danno alla luce un piccolo alla volta tra ottobre e novembre.

## Distribuzione e habitat
Questa specie è diffusa nell'Australia occidentale nord-orientale, Territorio del Nord settentrionale e nella Penisola di Capo York.
Vive nelle foreste monsoniche, foreste paludose di Melaleuca e lungo i corsi d'acqua all'interno alle savane alberate della Penisola di Capo York.

## Conservazione
La IUCN Red List, considerato il vasto areale e la popolazione presumibilmente numerosa, classifica P.adamsi come specie a rischio minimo (Least Concern).